# Tengerparti mamutfenyő

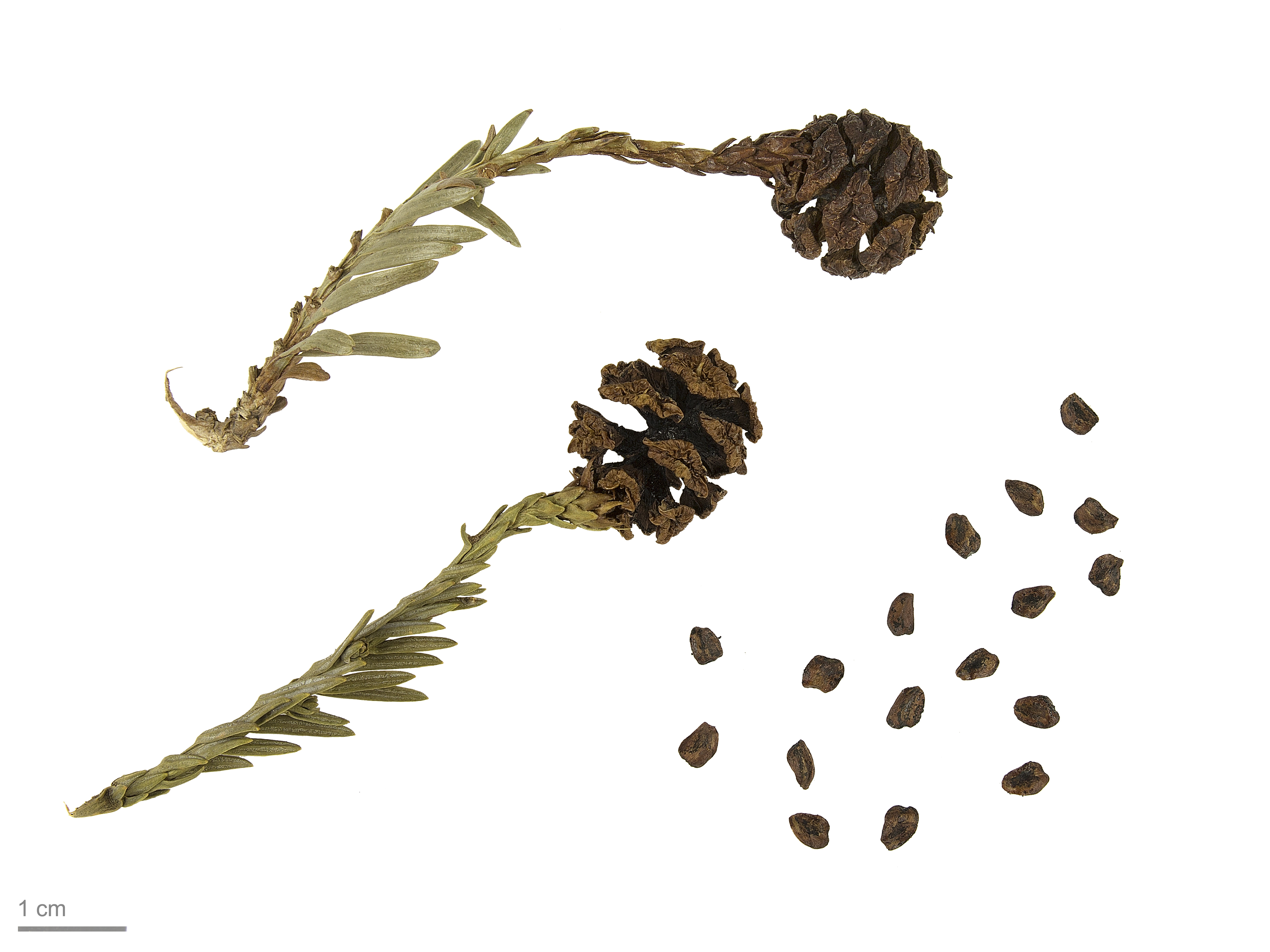
Sequoia sempervirens

A tengerparti mamutfenyő (Sequoia sempervirens) a Sequoia nemzetség egyetlen élő képviselője és egyben a típusfaja is. Egyéb nevei: örökzöld mamutfenyő vagy parti mamutfenyő.
Régebben a lombhullató mocsárciprus (Taxodium) nemzetséghez sorolták, a sempervirens (örökzöld) nevet megkülönböztetésül kapta. Az angol redwood nevet – amit az óriás mamutfenyőre is használnak, és amit olykor tévesen vörösfenyőnek fordítanak – vöröses színű, rostosan foszló kérgéről kapta. Először Juan Crespi ismertette – ő 1796-ban látta meg e hatalmas fákat. Tudományos leírására 1824-ig kellett várni, ekkor az első indián ábécét kifejlesztő, a cseroki törzshöz tartozó Sequoyahról a Sequoia nevet kapta.

## Származása, elterjedése
Őshonos állományai az USA nyugati partjainál, Oregon állam délnyugati csücskében és Kaliforniában, a Nagymedve esőerdőben maradtak fenn kb. 1000 m tengerszint feletti magasságig. Védelmükre 17 nemzeti parkot hoztak létre. A Humboldt Redwoods Állami Parkban élő Hyperion nevű fa a Föld ma ismert legmagasabb növénye.

## Megjelenése, felépítése
A 2–2,5 cm hosszú, örökzöld tűlevelek felül sötétzöldek, a fonákjukon két világos színű sáv húzódik végig. A levelek két oldalt állnak a hajtáson, ezért a hajtás lapos.
Az összes környező fenyőfaj közül a mamutfenyők toboza a legapróbb. Szaporodásához elengedhetetlenek a mókusok, az apró fenyőrágó szúk és az erdőtüzek. A tengerparti mamutfenyő ugyanis nem tudja ledobni a tobozait – ehhez kell a mókus és a bogár. A lepottyant tobozból a magok nem tudnak kijutni, amíg a tűz fel nem robbantja őket. A fák tövén végigsöprő avartűz a nagy törzseket szinte egyáltalán nem károsítja.
|  |  |

## Életmódja, termőhelye
Csapadék- és páraigényes. Tobozai az első évben beérnek. Fagyérzékeny; a Kárpát-medencében ültetni nem ajánlott.

## Hasznosítása
Rokonánál, az óriás mamutfenyőnél jóval gyakoribb: bár sokat kitermeltek, nagy, háborítatlan állományai maradtak meg. Ez nem utolsósorban annak köszönhető, hogy a telepeseknek egyszerűen nem voltak a hatalmas fák kivágására és feldolgozására alkalmas szerszámai. Fája igen ellenálló (az aranyásók által épített házak közül sok ma is áll), ezért az USA több területén is erdészeti művelés alá vonták: vasúti talpfának, házépítésre, furnér- és papírgyártásra használják. Különösen értékes az Agrobacterium tumefaciens fertőzése nyomán keletkező, rendellenes méretű alvórügyekből (burls) nyerhető, finom rajzolatú faanyag. Valamennyi kontinensen az arborétumok dísze.

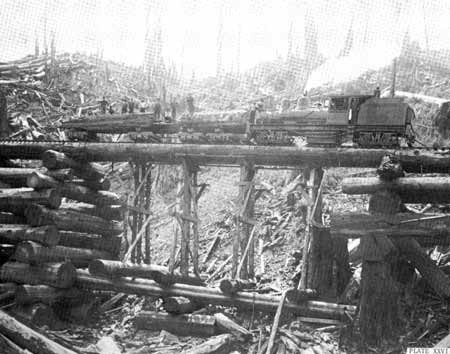
Vasúti híd egyetlen fatörzsből

## Kertészeti változatai
- Henye parti mamutfenyő – Sequoia sempervirens 'Adpressa'
- Kék parti mamutfenyő – Sequoia sempervirens 'Filoli'
- Törpe parti mamutfenyő – Sequoia sempervirens 'Nana Pendula'